# Дилер (фильм)
«Дилер» — дебютный полнометражный фильм датского режиссёра и сценариста Николаса Виндинга Рефна, малобюджетная криминальная драма, первая из серии о наркодилерах Копенгагена.

## Сюжет
Фильм открывает композиция «Pusher Theme» в исполнении группы The Prisoner, в сопровождении которой перед зрителем предстают пять основных персонажей: уличный торговец наркотиками Франк, высококлассная проститутка Вик, напарник Франка Тонни, авторитетный наркодилер Мило и его сообщник Радован. Действие происходит в Копенгагене в течение семи дней. События разделены монтажными склейками с названием дня недели.
Утром понедельника Франк и Тонни толкают кокаин молодому человеку, утверждающему, что он покупал наркотики уже много раз. Парочка ловко обводит его вокруг пальца, за почти полную сумму денег оставив лишь малую часть пакета с товаром. Ненадолго заглянув к подруге Франка Вик, остаток дня они проводят в попойках с шутками и взаимными подколками.
Во вторник Франк встречается со своим бывшим сокамерником — шведом Хассе, который просит как можно скорее раздобыть для него 200 грамм героина. Франк обращается к местному наркодилеру — радушному сербу Мило. Франк задолжал ему 50 тысяч датских крон, но по старой дружбе Мило всё же соглашается достать наркотик, при условии, что после сделки Франк немедленно рассчитается с ним.
В среду, во второй половине дня, Франк и Тонни, как всегда дурачась, ждут приезда Хассе на автостоянке позади местного супермаркета. Швед приглашает толкача в свою машину и выезжает с безопасной стоянки на оживлённые улицы. Внезапно движение перекрывает машина полиции и Франк изо всех сил спасается бегством. Перед арестом ему удаётся выбросить героин в пруд, избавившись от единственной улики против себя.
Утром четверга полицейские вынуждены отпустить Франка, но прежде, чем сделать это, они показывают толкачу бумагу с признательным показанием напарника Франка Тонни. На свободе торговец первым делом наведывается к Мило и рассказывает о провале сделки, обещая немедленно вернуть 50 тысяч и полностью расплатиться через неделю. Затем раздосадованный пушер врывается в бар, за стойкой которого сидит ничего не подозревающий Тонни, и избивает друга бейсбольной битой. После этого Франк и коллега Мило Радован, за дружеской беседой, в которой серб рассказывает датчанину своё тайное желание — открыть собственный ресторан — направляются к давнему должнику наркоторговца. Оказавшись перед выбором: вернуть деньги или ограбить банк, потерявший надежду наркоман не находит другого выхода, кроме как выстрелить из дробовика Радована себе в голову. Остаток дня Франк проводит вместе с Вик. Проститутка в одиночестве принимает героин, а пушер курит самокрутку перед мерцающим телеэкраном.
В пятницу Франк пытается созвониться с Ритой — наркокурьером, которая должна доставить толкачу 100 грамм героина — последнюю надежду рассчитаться с долгами. Франк узнаёт, что его товар прибудет лишь утром субботы.
Рита подводит торговца, передав ему вместо наркотика пищевую соду. Радован даёт толкачу последнюю отсрочку — несколько часов до окончания дня. Франк лихорадочно колесит по городу, выбивая долги, и в отчаянии даже просит деньги у своей матери. Собрав 59 тысяч, он посещает Мило, но разгневанный серб, уставший от оправданий Франка, лишь отдаёт приказ пытать толкача. Пушеру удаётся сбежать из заведения Мило и добраться до квартиры Вик.
В последний день недели Франк решает бежать из Дании и приглашает Вик уехать вместе с ним. Пушер заключает последнюю сделку и строит планы на жизнь в Испании, когда неожиданно раздаётся звонок от Мило, который обещает простить Франку долг и за неполную сумму. Толкач сообщает Вик, что они остаются в Копенгагене, и проститутка крадёт у Франка собранные 70 тысяч. На исходе воскресенья толкач стоит в ночной темноте и смотрит вслед уехавшему такси, представляя себе неминуемую жестокую расправу.

## В ролях
| - Ким Бодниа — Франк - Лаура Драсбек — Вик - Мадс Миккельсен — Тонни - Златко Бурич — Мило - Славко Лабович — Радован - Ваня Байичич — Бранко | - Петер Андерссон — Хассе - Томас Огрен — Мортен - Лисбет Расмуссен — Рита - Томас Бо Ларсен — наркоман - Левино Йенсен — Майк - Николас Виндинг Рефн — Брайан - Гордон Кеннеди — Андерс «Скорпион» |

## Создание
После окончания Американской академии драматических искусств 24-летний Николас Виндинг Рефн покинул Нью-Йорк и вернулся в родной Копенгаген, где отверг предложение о поступлении в Датский институт кино и начал работу над своей дебютной кинокартиной. Отец юноши — Андерс Рефн, принимавший участие, помимо прочего, в создании драмы Ларса фон Триера «Рассекая волны» — счёл попытку создать фильм без обучения в киношколе форменным безумием. Впоследствии молодой режиссёр выражал особую гордость тем фактом, что ему, вопреки мнению отца, это всё же удалось.
Рефн посетил несколько сессий по прослушиванию и набрал в свой фильм начинающих актёров. Для Мадса Миккельсена, Златко Бурича и Славко Лабовича «Дилер» стал дебютом в большом кино, для Кима Боднии и Лауры Драсбек — одним из первых крупных фильмов. Для эпизодических ролей Николас Виндинг пригласил настоящих преступников, которых он повстречал на улицах Копенгагена.
Вдохновением для ленты послужили «гангстерские фильмы», которые Николас Виндинг очень любил и просмотрел великое множество — в особенности он восхищался работами Мартина Скорсезе и Джона Кассаветиса. Помимо этого, начинающий постановщик взял на вооружение некоторые принципы из манифеста своего соотечественника Ларса фон Триера «Догма 95»: к ним относится использование ручной камеры, синема верите, натурализм.
Драматизм «Дилера» Рефн видел в ранимости, уязвимости персонажей. По словам не пьющего и не курящего режиссёра, он ничего не знал о таких вещах, как наркотики и насилие — преступная среда в фильме была лишь оболочкой, необходимой для раскрытия психологии героев. Картина снималась в хронологическом порядке — принцип, которому Николас Виндинг верен по сей день. По его мнению, отказ от планирования и предварительного анализа позволяет тонко чувствовать происходящее вокруг. Отсняв часть плёнки, режиссёр понял, что ему наиболее интересна эмоциональная жизнь персонажей — таким образом акцент подачи материала сместился на переживания главного героя.
Готовую картинку не приняли организаторы кинофестивалей, она покинула Данию лишь благодаря случайности — некий британский дистрибьютор заметил «Дилера» на рынке в Берлине и решил показать его зрителям Соединённого Королевства. Крайне положительный отклик островных кинокритиков привёл к распространению ленты по Европе, а затем и к прокату в Штатах. Для Николаса Виндинга Рефна это было триумфом: «Никогда бы не подумал, что фильм покинет Данию; ну, знаете, кому хотелось бы видеть датский гангстерский фильм? Я был очень молод и неопытен, отделить его от земли было так удивительно…».

## Критика
Наиболее часто рецензентами отмечается достоверный, практически документальный стиль режиссуры фильма. По мнению критиков The Boston Globe и Variety, низкобюджетное видео и блуждающая камера с широкоугольным объективом, следующая за героем по улицам, барам и апартаментам наркоманов, создают ощущение документального фильма или реалити-шоу. Ленту нередко называют датскими «Злыми улицами», с тем лишь различием, что действие происходит не в Маленькой Италии Нью-Йорка, а в Вестербро Копенгагена, но здесь автор статьи в The Boston Globe не соглашается с обозревателем Variety, подчёркивая, что «Дилер» лишён гламура в изображении преступной жизни, присущего работам Мартина Скорсезе, равно как и лишён болезненной жестокости и «юмора висельника» стиля Квентина Тарантино. Критик Los Angeles Times пишет, что картина дерзкого молодого режиссёра вибрирует юношеской агрессией и хитрым юмором и отмечает, сколь внушительно, хоть и скоротечно достижение Николаса Виндинга Рефна.

## Саундтрек
Впервые я открыл важность саундтрека за просмотром «Однажды на Диком Западе». В частности, сцены финальной дуэли в сопровождении губной гармоники. И ещё в сцене с «Jumpin’ Jack Flash» в «Злых улицах». — Николас Виндинг Рефн
| №   | Название                 | Исполнитель  | Длительность |
| --- | ------------------------ | ------------ | ------------ |
| 1.  | «Pusher Theme»           | The Prisoner | 1:47         |
| 2.  | «Summers Got the Color»  | The Prisoner | 4:41         |
| 3.  | «Street Rat»             | The Prisoner | 1:43         |
| 4.  | «8 BIT-KID»              | KAT-D        | 2:06         |
| 5.  | «Super-Charger Heaven»   | White Zombie | 3:38         |
| 6.  | «Jeg Skal Dø Ved Arresø» | Bleeder      | 3:34         |
| 7.  | «Unhole»                 | The Prisoner | 1:43         |
| 8.  | «For a While»            | Kyed         | 4:12         |
| 9.  | «Beautiful Day»          | Kyed         | 3:22         |
| 10. | «Into the Sun»           | The Prisoner | 2:56         |
| 11. | «Air Guitar»             | The Prisoner | 1:06         |
| 12. | «Yellow Box»             | Düreforsög   | 2:47         |
| 13. | «Fuel On»                | Koxbox       | 9:26         |
| 14. | «Ambivalentino»          | Koxbox       | 1:44         |
| 15. | «Midnight at the End»    | Koxbox       | 2:18         |
| 16. | «Knucklehead»            | Bleeder      | 2:47         |